# Blood Music (musikgrupp)
Blood Music är en svensk musikgrupp som leds av Karl-Jonas Winqvist. Gruppen har släppt två skivor på bolaget Make It Happen. En tredje skiva släpptes 24 oktober 2012 på Hybris. Winqvist är också medlem i bandet First Floor Power.

## Bandmedlemmar
Personer som varit medlemmar eller medverkat i bandet:
Marcus Palm, Valerie Francis, Adam Kammerland, Andreas Söderström, Simone Rubi, Lina Langendorf, Lyn Rajah, Jörgen Lindström, Sarah Scutt, Per Lager, Joachim Ekermann, Henry Moore Selder, Sara Lundén, Ida Lundén, Victor Hvidfeldt, Leo Svensson, Martin Linder, Jonna Sandell, James Huggins the Third, The Sweptaways, David Nygård, Lars Skoglund, Sara Wilson, Tom Hakava, Anna Nygård, Fredrik Björling, Magnus Josefsson, Jenny Wilson, Johanna Billing, Niklas Korsell och Robin Richardsson.

## Diskografi
- 2002 - Blood Music 7", Promenade Recordings
- 2005 - Sing a song fighter CD, Make It Happen
- 2006 - The Hair 7" (delad med Jens Lekman), Insound
- 2007 - Don Quite  CD, Make It Happen
- 2012 - The Fire and The Flame  CD, Hybris